# Aerotur Air
Aerotur Air was een Kazachse luchtvaartmaatschappij met haar thuisbasis in Almaty.

## Geschiedenis
Aerotur Air is opgericht in 2006 en opgeheven in 2009.

## Vloot
De vloot van Aerotur Air bestaat uit (januari 2007):
- 1 Tupolev TU-154B
- 1 Tupolev TU-154M